# MU Online
MU Online este un joc MMORPG (Massively Multiplayer Online Role-Playing Game) dezvoltat de compania sud-coreeană Webzen. Lansat în 2001, MU Online a devenit unul dintre cele mai populare jocuri online din Asia, atrăgând milioane de jucători din întreaga lume datorită graficii sale inovatoare pentru acea perioadă, gameplay-ului captivant și comunității active.

## Povestea și Lumea Jocului
Jocul este situat într-un univers fantastic numit MU, o lume antică plină de magie, monștri și comori. Povestea principală implică luptele eroice ale diferitelor personaje care încearcă să salveze lumea de forțele malefice care o amenință. Jucătorii explorează diverse teritorii, inclusiv păduri, deșerturi, temple și orașe, fiecare cu propriile sale provocări și quest-uri.

## Gameplay
MU Online oferă un gameplay complex, cu numeroase caracteristici și mecanici care țin jucătorii implicați. Jocul include:

### Clase de Personaje
La începutul jocului, jucătorii pot alege dintre mai multe clase de personaje, fiecare cu propriile sale abilități și stiluri de joc. Aceste clase includ:
- Dark Knight (DK): Războinici puternici și rezistenți, excelenți în lupta corp la corp.
- Dark Wizard (DW): Magicieni care folosesc vrăji puternice pentru a ataca de la distanță.
- Fairy Elf (FE): Arcași abili care pot folosi și vrăji de suport.
- Magic Gladiator (MG): O clasă hibridă care combină abilități de luptă corp la corp și magie.
- Dark Lord (DL): Lideri carismatici care folosesc puteri magice și pot comanda creaturi.
- Summoner (SU): Personaje care invocă creaturi pentru a le ajuta în luptă.
- Rage Fighter (RF): Luptători corp la corp cu abilități unice.
- Grow Lancer (GL): Războinici cu lănci, excelenți în atacurile rapide și precise.

### Sistem de Nivelare și Abilități
Jucătorii își pot crește nivelul personajului acumulând experiență din lupte și quest-uri. La fiecare nivel, jucătorii primesc puncte de statistici pe care le pot aloca pentru a îmbunătăți forța, agilitatea, vitalitatea și energia personajului lor. De asemenea, personajele pot învăța și îmbunătăți abilități specifice clasei lor.

### Quest-uri și Evenimente
MU Online include o varietate de quest-uri și evenimente care oferă recompense speciale. Acestea includ misiuni principale legate de povestea jocului, quest-uri secundare pentru iteme și experiență suplimentară, precum și evenimente speciale, cum ar fi Blood Castle, Devil Square, Chaos Castle și Crywolf, fiecare având propriile sale provocări și recompense unice.

### Iteme și Echipamente
Jucătorii pot găsi sau cumpăra o gamă largă de iteme și echipamente, inclusiv arme, armuri, bijuterii și potențiatori. Itemele pot fi îmbunătățite și personalizate prin utilizarea sistemului de crafting al jocului, care permite jucătorilor să adauge opțiuni suplimentare și să îmbunătățească calitatea itemelor lor.

## Economia Jocului
MU Online are o economie complexă bazată pe tranzacțiile între jucători. Moneda principală în joc este Zen, dar există și alte forme de valută și resurse valoroase, cum ar fi Jewel of Bless, Jewel of Soul și Jewel of Chaos, folosite pentru îmbunătățirea itemelor și alte activități de crafting. Piața și sistemul de schimburi permit jucătorilor să cumpere, vândă și să facă schimb de iteme între ei.

## Guild-uri și PvP
Jucătorii pot forma sau se pot alătura guild-urilor, care sunt grupuri organizate de jucători ce cooperează pentru a-și atinge obiectivele comune. Guild-urile pot participa la diverse activități, inclusiv războaie de guild-uri și evenimente PvP (Player versus Player). Castle Siege este unul dintre cele mai renumite evenimente PvP, unde guild-urile concurează pentru a cuceri și a controla un castel, obținând astfel beneficii speciale pentru membrii lor.

## Expansiuni și Actualizări
De-a lungul anilor, MU Online a primit numeroase expansiuni și actualizări care au adăugat conținut nou și au îmbunătățit experiența de joc. Printre cele mai notabile se numără:
- Season 2: A adus noi zone, monștri și iteme, precum și clasa de personaj Magic Gladiator.
- Season 3: Introducerea clasei Dark Lord și a sistemului de pet-uri.
- Season 4: A adus clasa Summoner și noi provocări în joc.
- Season 5: Introducerea sistemului de Master Level și evenimente noi.
- Season 6: Lansarea clasei Rage Fighter și multe alte îmbunătățiri.
- Season 9 și ulterior: Au continuat să aducă noi clase de personaje, zone, iteme și sisteme de joc.

## Receptare și Impact
MU Online a fost bine primit atât de critici, cât și de jucători, fiind lăudat pentru gameplay-ul său captivant și pentru inovațiile aduse genului MMORPG. Popularitatea sa a dus la crearea unei comunități globale active și dedicate, cu numeroase forumuri, site-uri de fani și evenimente de joc.

## MU Origin și Alte Proiecte Derivate
Succesul MU Online a dus la dezvoltarea mai multor jocuri derivate, inclusiv MU Origin, o versiune pentru mobil lansată în 2015. MU Origin a adaptat mecanicile și lumea jocului original pentru platformele mobile, oferind jucătorilor o experiență similară pe dispozitivele lor portabile. Alte jocuri din franciză includ MU Legend, un prequel al jocului original, și MU Ignition, o versiune browser-based.

## Moștenire
MU Online rămâne un punct de referință în istoria jocurilor MMORPG, continuând să fie popular și relevant la mulți ani după lansarea sa inițială. Cu o poveste captivantă, gameplay diversificat și o comunitate globală dedicată, MU Online a reușit să își mențină locul printre cele mai iubite jocuri online din lume.